# Gare du Dramont
Gare du Dramont vasútállomás Franciaországban, Saint-Raphaël településen.

## Vasútvonalak
Az állomást az alábbi vasútvonalak érintik:
- Marseille–Ventimiglia-vasútvonal

## Kapcsolódó állomások
A vasútállomáshoz az alábbi állomások vannak a legközelebb:
- Gare d’Agay
- Gare de Boulouris-sur-Mer